# Izvorovo, Plovdiv
Izvorovo (în bulgară Изворово) este un sat în comuna Asenovgrad, regiunea Plovdiv,  Bulgaria. 

## Demografie
Componența etnică a satului Izvorovo
     Turci (85,71%)
     Nicio identificare (14,28%)
     Altele (0%)
La recensământul din 2011, populația satului Izvorovo era de 7 locuitori. Din punct de vedere etnic, majoritatea locuitorilor (85,71%) erau turci. Pentru 14,28% din locuitori nu este cunoscută apartenența etnică.